# Podanie (prawo)
Podanie – pismo urzędowe, którego treścią może być żądanie, wyjaśnienie, odwołanie lub zażalenie w postępowaniu administracyjnym. Można je wnosić w celu wszczęcia postępowania, w czasie jego trwania oraz po wydaniu decyzji administracyjnej.

## Forma i treść podania
Podanie można wnieść pisemnie (osobiście lub wysyłając je pocztą). Zgodnie z przepisami można je też wnieść za pomocą telefaksu (ta forma ma obecnie niewielkie znaczenie praktyczne). Posłużyć można się także elektroniczną skrzynkę podawczą organu administracji publicznej, adresem do doręczeń elektronicznych albo kontem w systemie teleinformatycznym tego organu. W tych 3 przypadkach do podania musi być dołączony podpis kwalifikowany, podpis zaufany albo osobisty. Ostatnią z możliwych form jest wniesienie podania ustnie do protokołu.
Każde podanie musi co najmniej zawierać określenie osoby je wnoszącej (imię i nazwisko w przypadku osoby fizycznej) oraz adres, także w razie wybrania postaci elektronicznej podania. Musi w nim być również zawarta treść żądania i spełniać inne wymagania, które mogą być określone w przepisach szczególnych. Ponadto podanie wniesione pisemnie lub ustnie do protokołu musi być podpisane przez osobę, która je wniosła. Protokół podpisać musi też pracownik, który go sporządził.
Przepisy prawa nie określają więc form wnoszenia podania – można je wnieść praktycznie w każdej formie, gwarantującej rozpoznanie osoby je wnoszącej. Nie zawierają też szczególnych wymogów co do treści – konieczna jest tylko identyfikacja wnoszącego podanie i jakakolwiek treść.

## Braki podania

### Niemożliwe do usunięcia
Jeżeli w podaniu nie ma podanego adresu osoby, która podanie wniosła i nie można go ustalić, podanie nie podlega rozpoznaniu, to znaczy, że organ, do którego zostało ono wniesione, w ogóle nie zajmie się sprawą, określoną w żądaniu.

### Możliwe do usunięcia
Jeżeli podanie nie spełnia innych niż adres wymagań ustalonych w przepisach prawa, należy wezwać wnoszącego do usunięcia braków w wyznaczonym terminie, nie krótszym niż siedem dni, z pouczeniem, że nieusunięcie tych braków spowoduje pozostawienie podania bez rozpoznania.

## Wniesienie podania do niewłaściwego organu
Właściwy, czyli odpowiedni do załatwiania spraw danego rodzaju jest organ administracji publicznej określony w przepisach prawa administracyjnego. Jeżeli jednak zostanie ono wniesione do innego organu administracji, ten niezwłocznie, to znaczy bez zbędnej zwłoki, przekazuje je do właściwego organu. Terminem wniesienia podania jest wtedy termin, w którym dotarło ono do niewłaściwego organu. Przestrzeganie przepisów o właściwości jest obowiązkiem organu, a nie wnoszącego podanie.